# Symplocos nairii
Espèce
Statut de conservation UICN

 EN B1+2c : En danger
Symplocos nairii est une espèce de plantes à fleurs de la famille des Symplocaceae.

## Publication originale
- Journal of the Bombay Natural History Society 81(1): 169. 1984.